# Viggarstjärnen
Viggarstjärnen är en sjö i Söderhamns kommun i Hälsingland och ingår i Norralaåns huvudavrinningsområde.